# Beetlewing

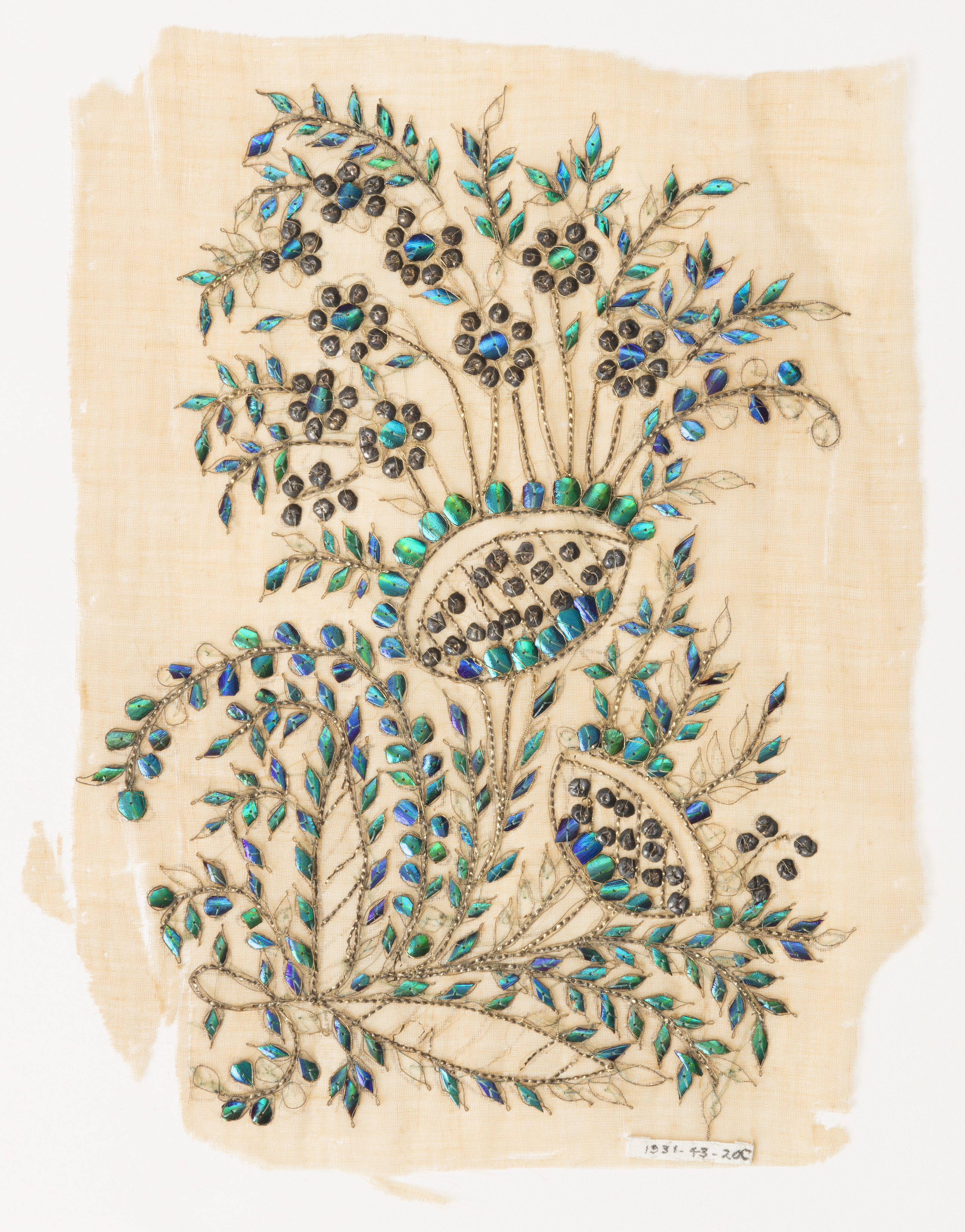
Fond transparent en coton blanc cassé avec un motif brodé d'une gerbe de fleurs stylisées. Les vignes sont exécutées en bandes de feuille d'or, les petites fleurs en paillettes dorées et les feuilles en élytres de scarabée.

Le beetlewing, ou art du beetlewing, est une technique artisanale ancienne utilisant des ailes de scarabée irisées, pratiquée traditionnellement en Thaïlande, au Myanmar, en Inde, en Chine et au Japon. Parmi les vêtements en beetlewing notables, citons la robe paon de Lady Curzon (en) (1903) et une robe de soirée portée par l'actrice Ellen Terry dans le rôle de Lady Macbeth, représentée dans le tableau Ellen Terry en Lady Macbeth (1889). 

## Tradition
Il était courant, dans certaines cultures anciennes d'Asie, de fixer des pièces d'ailes de coléoptères comme ornement sur des peintures, des textiles et des bijoux. Différentes espèces d'ailes métalliques de coléoptères xylophages étaient utilisées selon les régions, mais traditionnellement, les plus appréciées étaient celles des coléoptères appartenant au genre Sternocera. Leurs ailes étaient appréciées pour leur belle et résistante iridescence métallique émeraude. L'aspect brillant des ailes de coléoptères est durable. Elles sont étonnamment durables si elles sont soumises à une utilisation normale et non abusive.

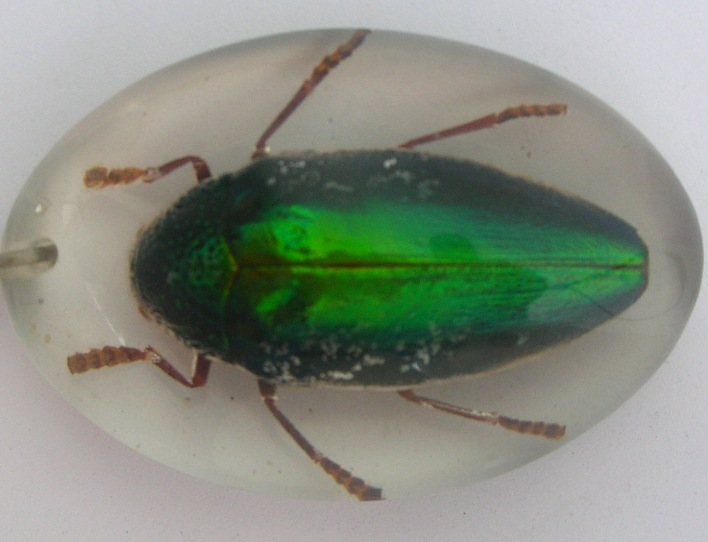
Sternocera aequisignata แมลงทับ, un coléoptère utilisé en Thaïlande pour la décoration.

En Thaïlande, les ailes de coléoptères xylophages Sternocera spp. (Thaï : แมลงทับ), comme Sternocera aequisignata (en), étaient préférées pour décorer les vêtements (châles et tissus Sabai) et les bijoux dans les anciens milieux de la cour. Ces coléoptères ont une courte durée de vie de 3 à 4 semaines à l'état adulte. Pour éviter de tuer les coléoptères, seuls ceux qui meurent de causes naturelles sont collectés.
Dans l'Inde du XIXe siècle, des chefs-d'œuvre exquis de textiles brodés ont été produits à partir de pièces de coléoptères. Ces articles en tissu ont survécu au passage du temps sans perdre de leur splendeur.
Dans certains cas, les ailes de scarabée conservent leur éclat naturel, même si le tissu qui les entoure s'est décomposé.
L'espèce de coléoptère traditionnellement utilisée dans les travaux de décoration au Japon est le Chrysochroa fulgidissima (en), connu également sous le nom de Tamamushi.

## Survie

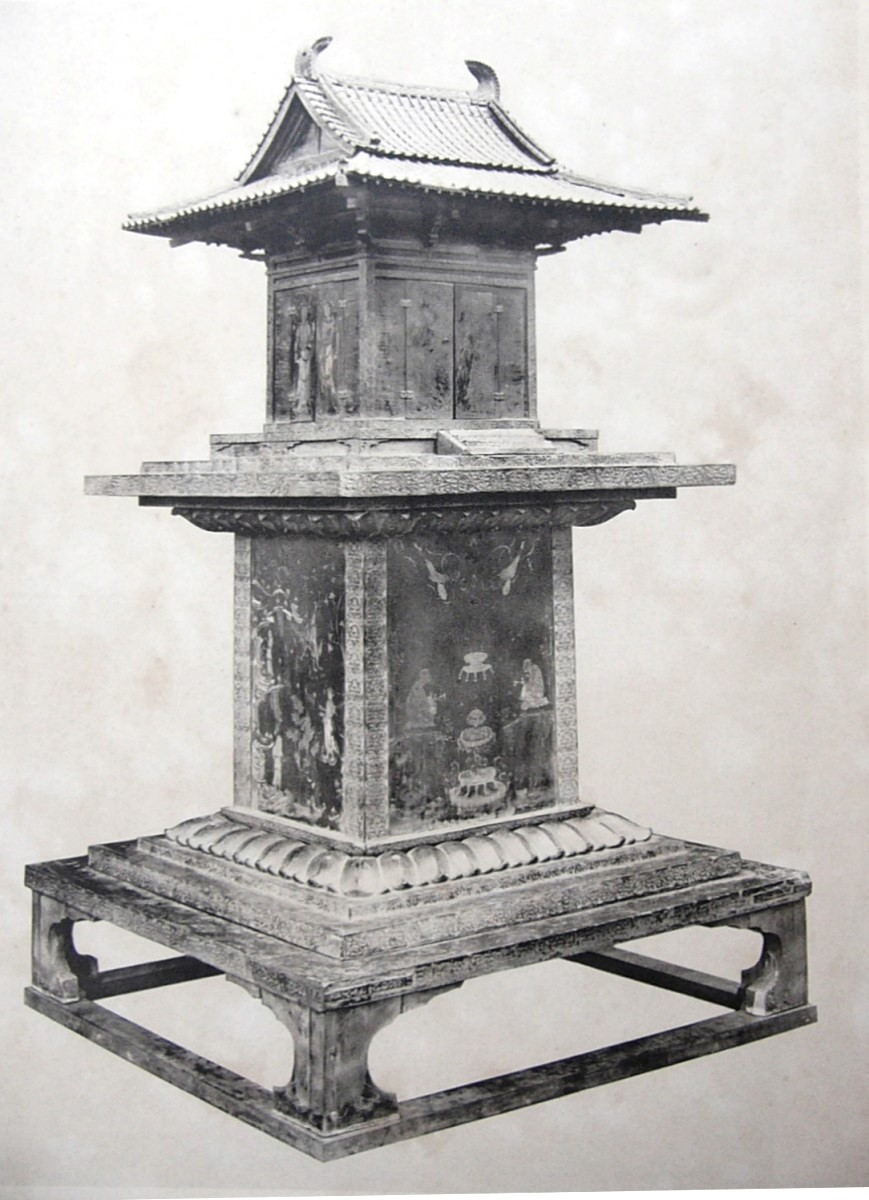
Sanctuaire Tamamushi, Hōryū-ji, préfecture de Nara, Japon. Période Asuka, décorée de laque et de peinture à l'huile sur bois, de plaques en bronze doré et d'ailes irisées de scarabée bijou (Tamamushi).

En Thaïlande, cette ancienne tradition a pratiquement disparu. À Bangkok, de rares pièces d'artisanat et des bijoux fabriqués à partir de scarabées sont exposés dans le complexe du palais Dusit du roi Chulalongkorn (Rama V), aujourd'hui transformé en musée.
Grâce aux encouragements et au soutien de la reine Sirikit, des efforts sont déployés pour préserver cet art traditionnel au centre Chitralada en soutenant les artisans qui ont maintenu ce savoir-faire en vie. Le travail moderne du colombin est généralement appliqué sur des articles simples, comme des boucles d'oreilles et des collages. Ces articles sont commercialisés principalement dans des boutiques à vocation touristique.